# Maciste
Maciste (pronunție în italiană [maˈtʃiste]) este unul dintre cele mai vechi personaje recurente din cinema. A fost creat de Gabriele d'Annunzio și Giovanni Pastrone. Reprezintă o figură eroică de-a lungul istoriei cinematografiei italiene din anii 1910 până la mijlocul anilor 1960.
El este de obicei descris ca o figură asemănătoare cu Hercule, folosindu-și puterea masivă pentru a realiza fapte eroice pe care oamenii obișnuiți nu le pot face. Multe dintre filmele italiene din anii 1960 cu Maciste au fost redenumite în alte țări cu numele unor personaje mult mai cunoscute (cum ar fi Hercule, Goliat sau Samson).

## Filmografie

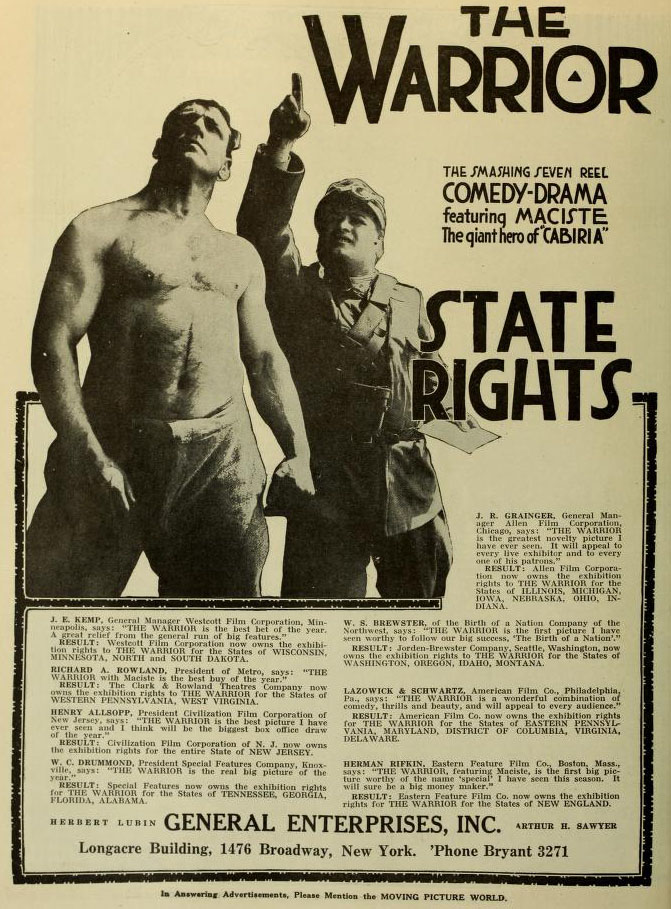
Maciste alpino (1916) aka "Maciste The Warrior"

### Filme mute

#### Filme italiene
- Cabiria, regia  Giovanni Pastrone, cu Bartolomeo Pagano (1914)
- Maciste, regia  Luigi Romano Borgnetto și Vincenzo Denizot, cu Bartolomeo Pagano (1915)
- Maciste alpino, regia  Giovanni Pastrone, cu Bartolomeo Pagano (1916)
- Maciste atleta, regia  Giovanni Pastrone, cu Bartolomeo Pagano (1918)
- Maciste medium, regia  Vincenzo Denizot, cu Bartolomeo Pagano (1918)
- Maciste poliziotto, regia  Roberto Roberti, cu Bartolomeo Pagano (1918)
- Maciste innamorato, regia  Luigi Romano Borgnetto, cu Bartolomeo Pagano (1919)
- La trilogia di Maciste, regia  Carlo Campogalliani, cu Bartolomeo Pagano (1920)
- Maciste salvato dalle acque, regia  Luigi Romano Borgnetto, cu Bartolomeo Pagano (1920)
- La rivincita di Maciste, regia  Luigi Romano Borgnetto, cu Bartolomeo Pagano (1921)
- Maciste in vacanza, regia  Luigi Romano Borgnetto, cu Bartolomeo Pagano (1921)

#### Il ritorno in Italia
- Maciste imperatore, regia  Guido Brignone, cu Bartolomeo Pagano (1924)
- Maciste e il nipote d'America, regia  Eleuterio Rodolfi, cu Bartolomeo Pagano (1924)
- Maciste contro lo sceicco, regia  Mario Camerini, cu Bartolomeo Pagano (1926)
- Maciste all'inferno, regia  Guido Brignone, cu Bartolomeo Pagano (1926)
- Maciste nella gabbia dei leoni regia  Guido Brignone, cu Bartolomeo Pagano (1926)
- Il gigante delle Dolomiti, regia  Guido Brignone, cu Bartolomeo Pagano (1926)

### Filme cu sonor
- Maciste nella Valle dei Re, regia  Carlo Campogalliani, cu Mark Forest (1960)
- Maciste l'uomo più forte del mondo, regia  Antonio Leonviola, cu Mark Forest (1961)
- Maciste nella terra dei ciclopi,  regia  Antonio Leonviola, cu Gordon Mitchell (1961)
- Maciste contro il vampiro, regia  Giacomo Gentilomo, cu Gordon Scott (1961)
- Il trionfo di Maciste,  regia  Tanio Boccia, cu Kirk Morris (1961)
- Maciste contro Ercole nella valle dei guai, regia  Mario Mattoli, cu Kirk Morris (1961)
- Maciste alla corte del Gran Khan regia  Riccardo Freda, cu Gordon Scott (1961)
- Totò contro Maciste, regia  Fernando Cerchio, cu Samson Burke (1962)
- Maciste all'inferno de Riccardo Freda, cu Kirk Morris (1962)
- Maciste contro i mostri, regia   Guido Malatesta, cu Reg Lewis (1962)
- Maciste contro lo sceicco, regia  Domenico Paolella, cu Ed Fury (1962)
- Maciste il gladiatore più forte del mondo, regia  Michele Lupo, cu Mark Forest (1962)
- Maciste contro i tagliatori di teste, regia  Guido Malatesta cu Kirk Morris (1963)
- Maciste l'eroe più grande del mondo, regia  Michele Lupo cu Mark Forest (1963)
- Zorro contro Maciste, regia   Umberto Lenzi cu Alan Steel (pseudonimul lui Sergio Ciani) (1963)
- Maciste contro i Mongoli de Domenico Paolella cu Mark Forest (1963)
- Maciste alla corte dello Zar, regia   Tanio Boccia cu Kirk Morris (1964)
- Maciste gladiatore di Sparta, regia  Mario Caiano, cu Mark Forest (1964)
- Maciste nell'inferno di Gengis Khan, regia   Domenico Paolella, cu Mark Forest (1964)
- Maciste nelle miniere di re Salomone,  regia   Piero Regnoli, cu Reg Park (1964)
- Maciste e la regina di Samar, regia  Giacomo Gentilomo, cu Alan Steel (pseudonimul lui Sergio Ciani) (1964)
- Ercole, Sansone, Maciste e Ursus gli invincibili, regia  Giorgio Capitani (1964)
- Gli invincibili fratelli Maciste, regia  Roberto Mauri (1964)
- La valle dell'eco tonante, regia  Tanio Boccia (1964)